# Morgan Freeman: Mysterien des Weltalls
Morgan Freeman: Mysterien des Weltalls (englisch Through the Wormhole with Morgan Freeman) ist eine von 2010 bis 2017 ausgestrahlte Dokumentar-Reihe, in der sich Morgan Freeman als Produzent und Erzähler mit grundsätzlichen Fragen des Universums (etwa nach den im Original titelgebenden Wurmlöchern) sowie menschlicher Existenz (z. B. nach einem Gott) beschäftigt. Sprecher der deutschen Fassung ist Jürgen Kluckert. Freeman arbeitete mehrfach mit Experten zusammen, darunter beispielsweise Michio Kaku oder Sean M. Carroll.

## Ausstrahlung
Die Erstausstrahlung erfolgte ab dem 30. Juni 2010 im US-amerikanischen Fernsehen auf Science Channel U.S., einem Ableger von Discovery Channel. Die deutschsprachige Erstausstrahlung lief auf dem Pay-TV-Sender Discovery Channel ab dem 20. März 2011, die Free-TV-Erstausstrahlung erfolgte ab dem 10. August 2014 auf ServusTV.
Im März 2017 teilte Science Channel mit, dass nach der achten Staffel die Serie eingestellt werde.

## Auszeichnungen
Emmy 2012, 2013 & 2014Nominierung in den Kategorien „Outstanding Science and Technology Programming“, „Outstanding Documentary or Nonfiction Series“ & „Outstanding Informational Series or Special“
Motion Picture Sound Editors Golden Reel Award 2014Nominierung in der Kategorie „Best Sound Editing – Short Form Documentary in Television“